# David Graeber
David Rolfe Graeber (12. veljače 1961. – Venecija, 2. rujna 2020.) bio je američki antropolog i anarhist. Od 1998. do 2007. predavao je antropologiju na Sveučilište Yale, sve do 2007. godine kada mu je sveučilište Yale iz nepoznatih razloga odbilo produžiti ugovor. Od 2007. do 2013. predavao je Socijalnu antropologiju na Londonskom Sveučilištu Goldsmiths. Bio je poznati aktivist i sudjelovao je u prosvjedima protiv Svjetskog ekonomskog foruma u New Yorku godine 2002. Također je jedan od pokretača pokreta Occupy Wall Street.

## Životopis
Graeber je odrastao u New Yorku u radničkoj četvrti za koju tvrdi da je bila "prepuna radikalne politike." Graeber je u razgovoru za časopis The Village Voice  izjavio da je anarhist od svoje 16. godine.
Godine 1984. diplomirao je na Univerzitetu u New Yorku. Magisterij i doktorat stekao je na Sveučilištu u Chicagu, a tamo je dobio i stipendiju za odlazak na Madagaskar gdje je dovršio svoj doktorski rad o magiji, ropstvu i politici na Madagaskaru.
Godine 1998. postaje pomoćni profesor na Sveučilištu Yale. Tijekom svibnja 2005. Odsjek za antropologiju odlučio je da mu neće produžiti ugovor, te nije bio u mogućnosti nastaviti s akademskim radom. Mnogi antropolozi, bivši studenti i aktivisti počinju prikupljati potpise protiv ove odluke. Peticiju je potpisalo preko 4,500 ljudi, a jedan od njih, poznati britanski antropolog Maurice Bloch pozvao je Yale da još jednom razmisli o svojoj odluci. Bloch, profesor antropologije na London School of Economics i Francuskom Sveučilištu, te poznati istraživač Madagaskara je u pismu koje je uputio Yaleu napisao:
"Njegovi radovi o teoriji antropologije su izvrsni. Smatram ga najvećim teoretičarom antropologije u njegovoj generaciji na cijelom svijetu. "
Administracija na Yaleu nije dala pravi odgovor zašto mu ne žele produžiti ugovor, a Graeber je tvrdio da su velika podrška studenata i pristupanje radničkom sindikatu GESO odigrali ulogu u odluci sveučilišta.
Krajem 2005. Greaber je pristao napustiti sveučilište nakon što mu je plaćen jednogodišnji studijski dopust. Na proljeće je održao dva posljednja seminara. Njegov seminar „Uvod u klasičnu antropologiju" pohađalo je preko dvije stotine studenata, dok je seminar pod nazivom "Direktna akcija i radikalna socijalna teorija" jedini seminar o radikalnoj teoriji u povijesti Yalea.
Godine 2006. Graeber je u London School of Economics održao godišnje predavanje u čast poznatog poljskog antropologa Bronislawa Malinowskog. Predavanje je nazvao "Iznad granice moći/znanja: istraživanje odnosa između moći, neznanja i gluposti". Naime svake godine odsjek za antropologiju poziva mladog antropologa na početku karijere da održi predavanje o Malinowskom, pozvani mogu biti samo oni koji su već učinili značajan doprinos na području teorije antropologije. Iste godine Graeber je imao čast održati uvodni govor na jubilarnom sastanku Udruženja socijalnih antropologa. Godine 2011. održao je godišnje predavanje na odsjeku antropologije na Sveučilištu Berkley, a sljedeće 2012. održao je poznato Second Annual Marilyn Strathern predavanje na Cambridgeu.

## Radovi
David Graeber je autor više knjiga s područja antropologije. Fragments of an Anarchist Anthropology i Towards an Anthropological Theory of Value: The False Coin of Our Own Dreams, doktorsku disertaciju je napisao na Madagaskaru The Disastrous Ordeal of 1987: Memory and Violence in Rural Madagascar na temu stalne podjele između nasljednika bogatih stanovnika i nasljednika bivših robova. Na temelju disertacije napisao je i knjigu  Lost People: Magic and the Legacy of Slavery in Madagascar. Napisao je i knjigu sabranih eseja  Possibilities: Essays on Hierarchy, Rebellion, and Desire  i Direct Action: An Ethnography kao i zbirku eseja u suradnji Stephenom Shukaitisom pod nazivom Constituent Imagination: Militant Investigations//Collective Theorization. Nakon toga uslijedile su njegove velike historijske monografije Debt: The First 5000 Years. Kad je govorio o knjizi u magazinu Brooklyn Rail, Graeber je naglasio:
MMF (Međunarodni monetarni fond) i ono što su uradili na jugu – što je naravno, isto ono što sada bankari pokušavaju napraviti doma, je samo moderna verzija ove stare priče. A to je da bankari i vlade počinju govoriti da imamo financijsku krizu, da dugujemo novac, i naravno da se dugovi moraju vratiti. Ne postoji mogućnost da dugovi budu oprošteni. Zato ljudi trebaju manje jesti. Novac će biti iscijeđen od onih najosjetljivijih članova društva. Životi su uništeni; milijuni ljudi će umrijeti. Čovjek nikad ne bi pomislio da će podržati ovakvu politiku dok se mu ne kaže "Pa, oni moraju platiti svoje dugove." Graeber sada radi na knjizi u kojoj spaja priču Occupy Wall Street i istražuje povijest i budućnost direktne akcije, direktne demokracije i političke transformacije, i drugu u kojoj kombinira tri eseja o birokraciji (jedan od eseja je njegovo predavanje u čast Malinowskom godine 2006.).

## Aktivizam
Pored svog akademskog djelovanja Graeber se direktno i indirektno angažirao u političkom aktivizmu, uključujući i članstvo u sindikatu Industrial Workers of the World, sudjelovao je u prosvjedima protiv Svjetskog ekonomskog foruma u New Yorku godine 2002, a podržao je i prosvjed studenata i Velikoj Britaniji 2010.,  jedan je od osnivača Occupy Wall Street pokreta. Jedan je od osnivača Anti-Capitalist Convergence. U listopadu 2011. Rolling Stone magazin navodi da je Greaber jedan od organizatora prve Glavne Skupštine New Yorka u kojoj je sudjelovalo samo 60 ljudi održanog 2. kolovoza. Sljedećih šest mjeseci proveo je u pripremanju pokreta, sudjelovao u općim skupštinama, sudjelovao u radu grupa i organizirao pravnu i medicinsku obuku i satove nenasilnog otpora. Prilikom sudjelovanja u emisiji Juliana Assangea World After Tommorrow u osmoj epizodi pod nazivom Occupy objasnio je da je nastanak slogana „We are 99%“ bio kolektivni akt i jedan od primjera kako se kolektivna svijest razvijala i djelovala tih dana.
Graeber tvrdi da je pokret Occupy Wall Street zato što ne priznaje legitimitet postojećih političkih institucija i pravnih struktura, te nehijerarhijskim donošenjem odluka na temelju konsenzusa i njihova prefigurativna politika definiraju pokret Occupy Wall Street kao anarhistički projekt. U usporedbi s Arapskim proljećem Graeber tvrdi da su Occupy Wall Sreet i drugi slični suvremeni prosvjedi prvi počeli razgovarati o raspadu Američkog Carstva." On je član radničkog sindikata Industrijskih radnika svijeta i privremenog odbora novonastale organizacije „Međunarodna organizacija za neposredno sudjelovanje u društvu".
Graeber je 2014. deložiran iz stana u kojem je s obitelji živio 52 godine. Tvrdi da se ovo dogodilo zbog njegove povezanosti s pokretom Occupy Wall Street, i da nije jedina osoba koja je doživjela ovakvo „administrativno uznemiravanje".

## Knjige
- — (2001). Toward an anthropological theory of value: the false coin of our own dreams (Pogled na antropologijsku teoriju vrijednosti: lažna kovanica naših snova).  New York: Palgrave. ISBN 978-0-312-24044-8. OCLC 46822270.
- — (2004). Fragments of an anarchist anthropology (Fragmenti anarhističke antropologije). Chicago: Prickly Paradigm Press (distributed by University of Chicago Press). ISBN 978-0-9728196-4-0. OCLC 55221090.
- — (2007). Lost people: magic and the legacy of slavery in Madagascar (Izgubljeni ljudi: magija i posljedice ropstva na Madagaskaru). Bloomington: Indiana University Press. ISBN 978-0-253-34910-1. OCLC 82367869.
- — (2007). Possibilities: essays on hierarchy, rebellion, and desire. (Mogućnosti: eseji o hijerarhiji, odmetništvu i željama) Oakland, CA: AK Press. ISBN 978-1-904859-66-6. OCLC 154704091.
- — (2009). Direct action: an ethnography (Direktna akcija: etnografija). Edinburgh Oakland: AK Press. ISBN 978-1-904859-79-6. OCLC 182529207.
- — (2011). Debt: The First 5000 Years (Dug:Prvih 5000 godina). Brooklyn, N.Y: Melville House. ISBN 978-1-933633-86-2. OCLC 426794447.
- — (2011). Revolutions in reverse (Revolucije unatrag). London New York: Minor Compositions. ISBN 978-1-57027-243-1. OCLC 759171790.
- — (2012). Janet Byrne. ed. The Occupy Handbook (Occupy priručnik). Back Bay Books. ISBN 978-0316220217.
- — (2013). The Democracy Project: A History, a Crisis, a Movement (projekt Demokracija: Povijest, kriza, pokret). New York: Spiegel & Grau. ISBN 9780812993561.
- — (2015). The Utopia of Rules: On Technology, Stupidity, and the Secret Joys of Bureaucracy  (Utopija pravila: O tehnologiji, gluposti i skrivenim tajnama birokracije) Melville House. ISBN 978-1-61219-375-5.

Kao jedan od autora
- — (2007). Constituent imagination: militant investigations/collective theorization (Osnove imaginacije: vojna istraživanja/kolektivno teoretiziranje). (Oakland, CA: AK Press. ISBN 978-1-904859-35-2. OCLC 141193537.

### Prijevodi na hrvatski jezik
U nas su prevedene i objavljene tri Graberove knjige:
- Dug: prvih 5000 godina (2013.)
- Prema antropološkoj teoriji vrijednosti : lažna kovanica naših snova (2016.)
- Besmisleni poslovi (2020.)

## Članci
- —"Rebel Without A God" (Buntovnik bez Boga). In These Times.  Razmišljanje o anti- autokratičnim elementima u seriji Buffy the Vampire Slayer. 27. prosinca 1998.
- — "Give it Away" (Pusti to). In These Times 24, (19). Članak o francuskom intelektualcu Marcelu Maussu. 21. kolovoza 2000.
- — "The New Anarchists" (Novi anarhisti). New Left Review. tijekom siječnja i veljače 2002
- — "The Twilight of Vanguardism" (Sumrak vođa). Indymedia DC. Esej koji je prvobitno prezentiran kao ključna misao na konferenciji "History Matters: Social Movements Past, Present, and Future" u New School for Social Research 3.svibnja 2003.Objavljen 1. lipnja 2003. Izdavač Indymedia DC.
- — "Anarchism in the 21st Century" (Anarhizam u 21. stoljeću). Z Magazine. U suradnji s Andrejem Grubačićem. 6. siječnja 2004.
- — "On the phenomenology of giant puppets: broken windows, imaginary jars of urine, and the cosmological role of the police in American culture" (O fenomenologiji velikih lutaka: razbijeni prozori, imaginarne posude s mokraćom i kozmička uloga policije u Američkoj kulturi) Prvobitno namijenjen Seminaru o antropologiji, umjetnosti i aktivizmu na Sveučilištu Brown. 6. studenoga 2005.
- — "Transformation of Slavery Turning Modes of Production Inside Out: Or, Why Capitalism is a Transformation of Slavery" (Transformacija ropstva koja preokreće načine proizvodnje iznutra prema van, ili zašto je kapitalizam transformacija robovlasništva) Critique of Anthropology 26 (1): 61–85. doi:10.1177/0308275X06061484.Ožujak 2006.
- — "Army of Altruists" (Vojska altruista). Harper's. Pokušaj da se objasni zašto toliko mnogo Amerikanaca iz radničkih slojeva na izborima glasa za desnicu. Tijekom sječnja 2007.
- — "The Shock of Victory" (Šok od pobjede). Infoshop News. 12. listopada 2007.
- — "Revolution in Reverse" (Revolucija unatrag). Infoshop News. 16. listopada 2007.
- — "The Sadness of Post-Workerism, or, "Art and Immaterial Labour" Conference: a Sort of Review" (Tuga post-radništva, ili konferencija na temu "Umjetnost i nematerijalni rad" : neka vrsta revizije). The Commoner. To je kritika u našne vrijeme moderne teorije autonomizma (koju koriste Negri, Lazzarato, itd.), s komentarima u vezi interakcije umjetnosti, vrijednosti, prevara i sudbine i budućnosti. 1. travnja 2008.
- — "Hope in Common" (Nada u zajedničko). Autonomedia.org. 17. studenoga 2008. Arhivirani originala dana 10. veljače 2009.
- — "Debt: The First Five Thousand Years" (Dug: Prvih pet tisuća godina). Mute Magazine 2 (12).  10. veljače 2009.
- — "Against Kamikaze Capitalism: Oil, Climate Change and the French refinery blockades" (Protiv kamikaza kapitalizma: nafta, klimatske promjene i francuska blokada rafinerija).  Shift. Tijekom studenoga 2010.
- — "To Have is to Owe" (Imati je dugovati). Triple Canopy (10). Skraćeni esej o povijesti duga, koji sadrži dijelove historijske monografije Debt: The First 5000 Years (2011). 7. prosinca 2010.
- — "Occupy Wall Street rediscovers the radical imagination" (Occupy Wall street otkriva radikalnu imaginaciju). guardian.co.uk.25. listopada 2011.
- — "Of Flying Cars and the Declining Rate of Profit" (Skinite se s letećih automobila i određivanja visine profita). The Baffler. Tijekom ožujka 2012.
- — "Dead zones of the imagination: On violence, bureaucracy, and interpretive labor. The 2006 Malinowski Memorial Lecture." (Mrtva područja imaginacije: O nasilju, birokraciji, i interpretaciji rada. Predavanje u čast Malinowskom 2006.). HAU: The Journal of Ethnographic Theory.Prosinac 2012.
- —  (Travanj 2013). "A Practical Utopian's Guide to the Coming Collapse" (Praktični utopistički vodič kroz nadolazeći kolaps). The Baffler.
- —  (Kolovoz 2013). "On the Phenomenon of Bullshit Jobs." (O fenomenu posranih zaposlanja). Strike! Magazine.
- —  (Veljača 2014). "What's the Point If We Can't Have Fun." (U čemu je smisao kad se ne možemo zabavljati) . The Baffler.
- —  (Ožujak 2014). "Caring too much. That's the curse of the working classes" (Previše im je stalo. To je prokletstvo radničke klase). The Guardian.
- — (Svibanj 2014). "Savage capitalism is back – and it will not tame itself" (Divlji kapitalizam se vratio- i neće se sam ukrotiti) The Guardian